# 蘇馬雷
22°49′19″S 47°16′01″W / 22.82194°S 47.26694°W

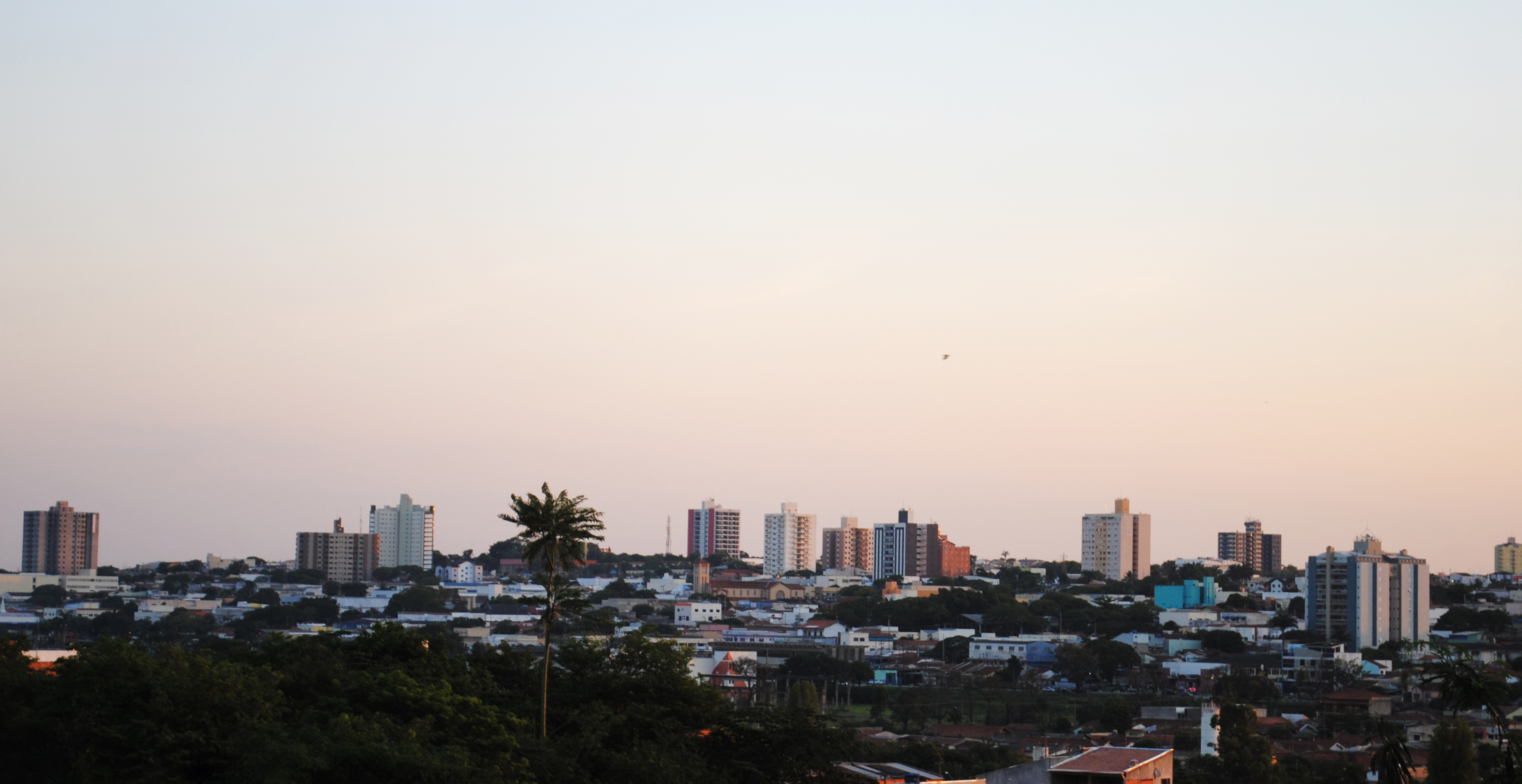
蘇馬雷

蘇馬雷（葡萄牙語：Sumaré）是巴西的城市，位於該國東南部，由聖保羅州負責管轄，始建於1868年7月26日，面積153平方公里，海拔高度583米，受亞熱帶氣候影響，2004年人口225,308。

## 外部連結
- The City's site（葡萄牙文）
- （页面存档备份，存于）
- Picture 2 （页面存档备份，存于）
- Picture 3 （页面存档备份，存于）
- Picture 4 （页面存档备份，存于）
- Picture 5 （页面存档备份，存于）
- Picture 6
- Picture 7
- City's symbols